# Wydział Nauk Humanistycznych Uniwersytetu Kardynała Stefana Wyszyńskiego
Wydział Nauk Humanistycznych Uniwersytetu Kardynała Stefana Wyszyńskiego – jeden z dziesięciu wydziałów Uniwersytetu Kardynała Stefana Wyszyńskiego w Warszawie. Jego siedziba znajduje się przy ul. Dewajtis 5 w Warszawie.
Powstał w roku 1999.

## Kierunki kształcenia
Dostępne kierunki:
- Filologia polska (studia I i II stopnia)
- Filologia włoska (studia I i II stopnia)
- Filologia klasyczna (studia I i II stopnia)
- Kulturoznawstwo (studia I i II stopnia)
- Muzeologia (studia I stopnia)

## Władze wydziału
W kadencji 2020–2024:
| Stanowisko                 | Imię i nazwisko          |
| -------------------------- | ------------------------ |
| Dziekan                    | dr hab. Dorota Kielak    |
| Prodziekan ds. kształcenia | dr hab. Joanna Zajkowska |
| Prodziekan ds. studenckich | dr Karolina Zioło-Pużuk  |

## Struktura organizacyjna

### Instytut Literaturoznawstwa
Dyrektor: dr hab. Anna Szczepan-Wojnarska
- Katedra Literatury Staropolskiej i Oświeceniowej
- Katedra Badań nad Polskim Romantyzmem i Twórczością Cypriana Norwida
- Katedra Literatury Polskiej Drugiej Połowy XIX wieku
- Katedra Modernizmu Europejskiego
- Katedra Polskiej Literatury Współczesnej i Krytyki Literackiej
- Katedra Teorii Literatury
- Katedra Literatury Greckiej i Łacińskiej
- Katedra Literatury Włoskiej

### Instytut Językoznawstwa
Dyrektor: dr hab. Anna Kozłowska
- Katedra Językoznawstwa Historycznego
- Katedra Językoznawstwa Współczesnego i Ogólnego
- Katedra Badań nad Językiem Autorów
- Zakład Językoznawstwa Normatywnego

### Instytut Nauk o Kulturze i Religii
Dyrektor: dr hab. Małgorzata Wrześniak
- Katedra Kultury XX i XXI wieku
- Katedra Teorii Kultury i Międzykulturowości
- Katedra Zarządzania Kulturą
- Katedra Poetyki Intersemiotycznej i Komparatystyki Mediów
- Katedra Historii Kultury i Muzeologii

### Centrum Badań nad Dydaktyką Języka i Literatury
Kierownik: dr Karolina Zioło–Pużuk
- Zakład Szkoła Kultury i Języka Polskiego dla Cudzoziemców